# Akpadanou
Akpadanou è un arrondissement del Benin situato nella città di Adjohoun (dipartimento di Ouémé) con 7.049 abitanti (dato 2006).